# Ząbrowo (Stare Pole)
Ząbrowo (tysk: Sommerau) er en landsby i det nordlige Polen i voivodskabet Pommern i distriktet Malbork. Landsbyen har 423 indbyggere.